# Eurocup 2009-2010
L'Eurocup 2009-10 è l'ottava edizione del secondo livello europeo per squadre di basket.

## Squadre partecipanti
| Fase a gironi                                      | Fase a gironi | Fase a gironi                                | Fase a gironi                                | Fase a gironi                                |
| Paese                                              | Squadre       | Squadre (posizione nel campionato nazionale) | Squadre (posizione nel campionato nazionale) | Squadre (posizione nel campionato nazionale) |
| -------------------------------------------------- | ------------- | -------------------------------------------- | -------------------------------------------- | -------------------------------------------- |
| Russia                                             | 3             | UNICS Kazan' (3)                             | Spartak San Pietroburgo (4)                  | Zenit S. Pietroburgo (5)                     |
| Spagna                                             | 2             | DKV Joventut Badalona (5)                    | Kalise Gran Canaria (6)                      |                                              |
| Turchia                                            | 2             | Türk Telekom Ankara (3)                      | Galatasaray CC İstanbul (4)                  |                                              |
| Serbia                                             | 2             | Stella Rossa Belgrado (2)                    | Hemofarm Vršac (3)                           |                                              |
| Francia                                            | 2             | SLUC Nancy (4)                               | Cholet Basket (9)                            |                                              |
| Italia                                             | 1             | Angelico Biella (3)                          |                                              |                                              |
| Germania                                           | 1             | Telekom Baskets Bonn (2)                     |                                              |                                              |
| Polonia                                            | 1             | Turów Zgorzelec (2)                          |                                              |                                              |
| Croazia                                            | 1             | Zadar (2)                                    |                                              |                                              |
| Lituania                                           | 1             | BC Šiauliai (3)                              |                                              |                                              |
| Ucraina                                            | 1             | BC Azovmash Mariupol (1)                     |                                              |                                              |
| Repubblica Ceca                                    | 1             | ČEZ Nymburk (1)                              |                                              |                                              |
| Perdenti dell'Euroleague 2009–10 qualifying rounds |               |                                              |                                              |                                              |
| Paese                                              | Squadre       | Squadre (posizione nel campionato nazionale) | Squadre (posizione nel campionato nazionale) | Squadre (posizione nel campionato nazionale) |
| Grecia                                             | 1             | Aris Thessaloniki (4)                        |                                              |                                              |
| Francia                                            | 1             | Le Mans (3)                                  |                                              |                                              |
| Belgio                                             | 1             | Spirou Charleroi (1)                         |                                              |                                              |
| Lettonia                                           | 1             | BK Ventspils (1)                             |                                              |                                              |
| Italia                                             | 1             | Benetton Treviso (4)                         |                                              |                                              |
| Germania                                           | 1             | ALBA Berlin (3)                              |                                              |                                              |
| Qualifying round                                   |               |                                              |                                              |                                              |
| Paese                                              | Squadre       | Squadre (posizione nel campionato nazionale) | Squadre (posizione nel campionato nazionale) | Squadre (posizione nel campionato nazionale) |
| Spagna                                             | 2             | Valencia (7)                                 | Iurbentia Bilbao (8)                         |                                              |
| Russia                                             | 1             | Dinamo Mosca (6)                             |                                              |                                              |
| Turchia                                            | 1             | Beşiktaş CT İstanbul (5)                     |                                              |                                              |
| Francia                                            | 1             | Chorale Roanne Basket (5)                    |                                              |                                              |
| Italia                                             | 1             | Bancatercas Teramo (6)                       |                                              |                                              |
| Grecia                                             | 1             | Panellinios (5)                              |                                              |                                              |
| Israele                                            | 1             | Hapoel Gerusalemme (4)                       |                                              |                                              |
| Germania                                           | 1             | Brose Baskets Bamberg (4)                    |                                              |                                              |
| Ucraina                                            | 1             | BC Donetsk (2)                               |                                              |                                              |
| Belgio                                             | 1             | Dexia Mons-Hainaut (2)                       |                                              |                                              |
| Lettonia                                           | 1             | BK VEF Rīga (3)                              |                                              |                                              |
| Montenegro                                         | 1             | Budućnost Podgorica (1)                      |                                              |                                              |
| Cipro                                              | 1             | Seastar APOEL (1)                            |                                              |                                              |
| Paesi Bassi                                        | 1             | MyGuide Amsterdam (1)                        |                                              |                                              |
| Austria                                            | 1             | WBC Kraftwerk Wels (1)                       |                                              |                                              |

## Turno preliminare
| Squadra 1    | Punt.     | Squadra 2      | 1ª gara | 2ª gara  |
| ------------ | --------- | -------------- | ------- | -------- |
| Amsterdam    | 112 – 141 | Dinamo Mosca   | 64 – 63 | 48 – 78  |
| Mons-Hainaut | 139 - 142 | Valencia       | 78 – 63 | 61 - 79  |
| WBC Wels     | 155 – 169 | Beşiktaş       | 74 – 69 | 81 – 100 |
| VEF Rīga     | 158 – 168 | Panellīnios    | 79 – 94 | 79 – 74  |
| Bamberger    | 129 - 128 | Budućnost      | 64 – 61 | 65 - 67  |
| Donec'k      | 150- 153  | Bilbao Berri   | 71 – 63 | 79 - 90  |
| APOEL        | 139 - 140 | Teramo Basket  | 77 – 63 | 62 - 77  |
| Roanne       | 162 - 169 | H. Gerusalemme | 83 – 81 | 79 – 88  |

## Regular season
Dal 24 novembre al 12 gennaio 2010

### Gruppo A
|    | Squadra         | P | V | P | PF  | PS  | P.ti |
| -- | --------------- | - | - | - | --- | --- | ---- |
| 1. | Alba Berlino    | 6 | 5 | 1 | 463 | 459 | 11   |
| 2. | Galatasaray     | 6 | 3 | 3 | 525 | 519 | 9    |
| 3. | Teramo Basket   | 6 | 2 | 4 | 480 | 482 | 8    |
| 4. | Azov. Mariupol' | 6 | 2 | 4 | 496 | 504 | 8    |

### Gruppo B
|    | Squadra              | P | V | P | PF  | PS  | P.ti |
| -- | -------------------- | - | - | - | --- | --- | ---- |
| 1. | Valencia             | 6 | 5 | 1 | 420 | 411 | 11   |
| 2. | Le Mans              | 6 | 3 | 3 | 482 | 445 | 9    |
| 3. | Zenit S. Pietroburgo | 6 | 3 | 3 | 430 | 473 | 9    |
| 4. | Hemofarm Vršac       | 6 | 1 | 5 | 477 | 480 | 7    |

### Gruppo C
|    | Squadra        | P | V | P | PF  | PS  | P.ti |
| -- | -------------- | - | - | - | --- | --- | ---- |
| 1. | Aris Salonicco | 6 | 5 | 1 | 492 | 450 | 11   |
| 2. | H. Gerusalemme | 6 | 3 | 3 | 503 | 487 | 9    |
| 3. | Zara           | 6 | 3 | 3 | 500 | 486 | 9    |
| 4. | Šiauliai       | 6 | 1 | 5 | 494 | 566 | 7    |

### Gruppo D
|    | Squadra           | P | V | P | PF  | PS  | P.ti |
| -- | ----------------- | - | - | - | --- | --- | ---- |
| 1. | UNICS Kazan'      | 6 | 5 | 1 | 498 | 421 | 11   |
| 2. | Joventut Badalona | 6 | 5 | 1 | 485 | 457 | 11   |
| 3. | Beşiktaş          | 6 | 1 | 5 | 499 | 578 | 7    |
| 4. | Telekom Bonn      | 6 | 1 | 5 | 446 | 472 | 7    |

### Gruppo E
|    | Squadra              | P | V | P | PF  | PS  | P.ti |
| -- | -------------------- | - | - | - | --- | --- | ---- |
| 1. | Bilbao Berri         | 6 | 6 | 0 | 510 | 432 | 12   |
| 2. | Türk Telekom         | 6 | 3 | 3 | 479 | 452 | 9    |
| 3. | Sptk. S. Pietroburgo | 6 | 3 | 3 | 456 | 462 | 9    |
| 4. | Spirou Charleroi     | 6 | 0 | 6 | 384 | 483 | 6    |

### Gruppo F
|    | Squadra       | P | V | P | PF  | PS  | P.ti |
| -- | ------------- | - | - | - | --- | --- | ---- |
| 1. | Stella Rossa  | 6 | 5 | 1 | 498 | 452 | 11   |
| 2. | Pall. Treviso | 6 | 4 | 2 | 494 | 475 | 10   |
| 3. | Cholet        | 6 | 3 | 3 | 442 | 438 | 9    |
| 4. | Dinamo Mosca  | 6 | 0 | 6 | 430 | 499 | 6    |

### Gruppo G
|    | Squadra         | P | V | P | PF  | PS  | P.ti |
| -- | --------------- | - | - | - | --- | --- | ---- |
| 1. | Panellīnios     | 6 | 4 | 2 | 457 | 415 | 10   |
| 2. | Gran Canaria    | 6 | 4 | 2 | 425 | 416 | 10   |
| 3. | Nancy           | 6 | 3 | 3 | 445 | 444 | 9    |
| 4. | Turów Zgorzelec | 6 | 1 | 5 | 444 | 496 | 7    |

### Gruppo H
|    | Squadra      | P | V | P | PF  | PS  | P.ti |
| -- | ------------ | - | - | - | --- | --- | ---- |
| 1. | ČEZ Nymburk  | 6 | 4 | 2 | 469 | 405 | 10   |
| 2. | Bamberger    | 6 | 4 | 2 | 495 | 422 | 10   |
| 3. | Pall. Biella | 6 | 4 | 2 | 460 | 437 | 10   |
| 4. | Ventspils    | 6 | 0 | 6 | 346 | 506 | 6    |

## Last 16
Dal 26 gennaio al 9 marzo.

### Gruppo I
|    | Squadra           | P | V | P | PF  | PS  | P.ti |
| -- | ----------------- | - | - | - | --- | --- | ---- |
| 1. | Alba Berlino      | 6 | 4 | 2 | 419 | 409 | 10   |
| 2. | Aris Salonicco    | 6 | 3 | 3 | 447 | 407 | 9    |
| 3. | Joventut Badalona | 6 | 3 | 3 | 408 | 431 | 9    |
| 4. | Le Mans           | 6 | 2 | 4 | 420 | 447 | 8    |

### Gruppo J
|    | Squadra        | P | V | P | PF  | PS  | P.ti |
| -- | -------------- | - | - | - | --- | --- | ---- |
| 1. | Valencia       | 6 | 5 | 1 | 487 | 465 | 11   |
| 2. | H. Gerusalemme | 6 | 4 | 2 | 507 | 480 | 10   |
| 3. | UNICS Kazan'   | 6 | 3 | 3 | 477 | 484 | 9    |
| 4. | Galatasaray    | 6 | 0 | 6 | 526 | 568 | 6    |

### Gruppo K
|    | Squadra       | P | V | P | PF  | PS  | P.ti |
| -- | ------------- | - | - | - | --- | --- | ---- |
| 1. | Bilbao Berri  | 6 | 4 | 2 | 447 | 400 | 10   |
| 2. | Panellīnios   | 6 | 4 | 2 | 462 | 457 | 10   |
| 3. | Pall. Treviso | 6 | 2 | 4 | 450 | 460 | 8    |
| 4. | Bamberger     | 6 | 2 | 4 | 410 | 452 | 8    |

### Gruppo L
|    | Squadra      | P | V | P | PF  | PS  | P.ti |
| -- | ------------ | - | - | - | --- | --- | ---- |
| 1. | Gran Canaria | 6 | 4 | 2 | 440 | 431 | 10   |
| 2. | ČEZ Nymburk  | 6 | 3 | 3 | 447 | 446 | 9    |
| 3. | Stella Rossa | 6 | 3 | 3 | 440 | 426 | 9    |
| 4. | Türk Telekom | 6 | 2 | 4 | 474 | 498 | 8    |

## Quarti di finale
Dal 24 al 31 marzo 2010
| Quarto | Squadra 1    | Risultato | Squadra 2      | Gara 1  | Gara 2  |
| ------ | ------------ | --------- | -------------- | ------- | ------- |
| 1      | Alba Berlino | 133 - 126 | H. Gerusalemme | 61 - 67 | 72 - 59 |
| 2      | Valencia     | 156 - 131 | Aris Salonicco | 71 - 64 | 85 - 67 |
| 3      | Bilbao Berri | 105 - 99  | ČEZ Nymburk    | 59 - 47 | 46 - 52 |
| 4      | Gran Canaria | 145 - 149 | Panellīnios    | 70 - 81 | 75 - 68 |

## Eurocup Finals
Il 17 e 18 aprile 2010
|  | Semifinali   | Semifinali   | Semifinali |          |              | Finale          | Finale          | Finale          |  |
|  |              |              |            |          |              |                 |                 |                 |  |
|  | Alba Berlino | Alba Berlino | 77         |          |              |                 |                 |                 |  |
|  | Alba Berlino | Alba Berlino | 77         |          |              |                 |                 |                 |  |
|  | Bilbao Berri | Bilbao Berri | 70         |          |              |                 |                 |                 |  |
|  | Bilbao Berri | Bilbao Berri | 70         |          | Alba Berlino | Alba Berlino    | 44              |                 |  |
|  |              |              |            |          | Alba Berlino | Alba Berlino    | 44              |                 |  |
|  |              |              | Valencia   | Valencia | 67           |                 |                 |                 |  |
|  | Valencia     | Valencia     | Valencia   | Valencia | 67           | 92              |                 |                 |  |
|  | Valencia     | Valencia     |            |          |              | 92              |                 |                 |  |
|  | Panellīnios  | Panellīnios  | 80         |          |              | Finale 3º posto | Finale 3º posto | Finale 3º posto |  |
|  | Panellīnios  | Panellīnios  | 80         |          |              |                 |                 |                 |  |
|  |              |              |            |          |              |                 |                 |                 |  |
|  |              |              |            |          |              | Bilbao Berri    | Bilbao Berri    | 76              |  |
|  |              |              |            |          |              | Bilbao Berri    | Bilbao Berri    | 76              |  |
|  |              |              |            |          |              | Panellīnios     | Panellīnios     | 67              |  |

| Arbitro: | Fernando Rocha |

|                  |       |                |
| Nando de Colo 20 | Punti | 29 Devin Smith |

| Arbitro: | Luigi Lamonica |

|               |       |                 |
| Adam Chubb 27 | Punti | 14 Chris Warren |

| Arbitro: | Sradan Dozai |

|                |       |                   |
| Álex Mumbrú 16 | Punti | 17 Ian Vougioukas |

| Arbitro: | Luigi Lamonica |

|                 |       |                  |
| Derrick Byars 9 | Punti | 17 Kosta Perović |

| Eurocup 2009/2010     |
| --------------------- |
| Valencia BC 2º titolo |

## Statistiche individuali

### Punti
| #  | Nome              | Squadra     | Partite | Punti | PPP   |
| -- | ----------------- | ----------- | ------- | ----- | ----- |
| 1. | Darius Washington | Galatasaray | 11      | 269   | 24,45 |

### Rimbalzi
| #  | Nome            | Squadra      | Partite | Rimbalzi | RPP  |
| -- | --------------- | ------------ | ------- | -------- | ---- |
| 1. | James Augustine | Gran Canaria | 14      | 104      | 7,43 |

### Assist
| #  | Nome        | Squadra            | Partite | Assist | APP  |
| -- | ----------- | ------------------ | ------- | ------ | ---- |
| 1. | Yuval Naimy | Hapoel Gerusalemme | 14      | 60     | 4,29 |

## Premi

### Eurocup MVP
- Marko Banić  (  Iubentia Bilbao )

### Eurocup Finals MVP
- Matt Nielsen  (  Valencia )

### All-Eurocup Primo Team 2009-2010
- Marko Banić  (  Iubentia Bilbao )
- Matt Nielsen (  Valencia BC  )
- Nando de Colo(  Valencia BC )
- Devin Smith (  Panellinios )
- Immanuel McElroy (  ALBA Berlino    )

### All-Eurocup Secondo Team 2009-2010
- Arthur Lee (  ČEZ Nymburk )
- Dijon Thompson (  Hapoel Gerusalemme )
- Kōstas Charalampidīs (  Panellinios )
- Blagota Sekulić (  ALBA Berlino )
- James Augustine (  Kalise Gran Canaria )

### Eurocup Rising Star
- Víctor Claver (  Valencia BC )

### Eurocup Coach of the Year
- Īlias Zouros (  Panellinios )

## Squadra vincitrice
| N° | Naz.                   | Ruolo | Sportivo           |  | Alt. |  |
| -- | ---------------------- | ----- | ------------------ |  | ---- |  |
| 7  | Serbia (bandiera)      | C     | Kosta Perović      |  | 217  |  |
| 9  | Spagna (bandiera)      | AG    | Víctor Claver      |  | 207  |  |
| 10 | Spagna (bandiera)      | P     | José Simeón        |  | 188  |  |
| 12 | Ucraina (bandiera)     | AG    | Serhij Liščuk      |  | 210  |  |
| 14 | Serbia (bandiera)      | P     | Marko Marinović    |  | 183  |  |
| 16 | Spagna (bandiera)      | AG    | Iván García Casado |  | 207  |  |
| 17 | Spagna (bandiera)      | G     | Rafael Martínez    |  | 190  |  |
| 20 | Francia (bandiera)     | AP    | Florent Piétrus    |  | 202  |  |
| 22 | Francia (bandiera)     | P     | Nando de Colo      |  | 195  |  |
| 23 | Stati Uniti (bandiera) | AP    | Rawle Marshall     |  | 201  |  |
| 24 | Stati Uniti (bandiera) | G     | Thomas Kelati      |  | 196  |  |
| 30 | Georgia (bandiera)     | AP    | Tornik'e Shengelia |  | 202  |  |
| 31 | Bulgaria (bandiera)    | P     | Božidar Avramov    |  | 195  |  |
| 44 | Australia (bandiera)   | AG    | Matt Nielsen       |  | 208  |  |
|    | Stati Uniti (bandiera) | P     | Shammond Williams  |  | 186  |  |
|    | Croazia (bandiera)     | All.  | Neven Spahija      |  |      |  |